# Muswell Hillbillies
Muswell Hillbillies es el noveno álbum de la banda de rock británica The Kinks, lanzado en noviembre de 1971. El título del mismo se debe a Muswell Hill, un área del norte de Londres, donde el líder de la banda Ray Davies y su hermano y guitarrista Dave Davies se criaron y formaron la banda a principios de los años 1960.
La temática del disco se centra en la pobreza y en la vida cotidiana de la clase obrera, además de la destrucción y la subdivisión de los viejos barrios victorianos, práctica común en el norte de Londres en los años 1970.

## Lista de canciones
Todas las canciones compuestas por Ray Davies

| Lado A |                                     |          |  |
| N.º    | Título                              | Duración |  |
| 1.     | «20th Century Man»                  | 5:57     |  |
| 2.     | «Acute Schizofrenia Paranoia Blues» | 3:32     |  |
| 3.     | «Holiday»                           | 2:40     |  |
| 4.     | «Skin and Bone»                     | 3:39     |  |
| 5.     | «Alcohol»                           | 3:35     |  |
| 6.     | «Complicated Life»                  | 4:02     |  |

| N.º | Título                         | Duración |  |
| 1.  | «Here Come the People in Grey» | 3:46     |  |
| 2.  | «Have a Cuppa Tea»             | 3:45     |  |
| 3.  | «Holloway Jail»                | 3:29     |  |
| 4.  | «Oklahoma U.S.A.»              | 2:38     |  |
| 5.  | «Uncle Son»                    | 2:33     |  |
| 6.  | «Muswell Hillbilly»            | 4:58     |  |

### Pistas adicionales reedición en CD de 1998
1. "Mountain Woman" – 3:08
2. "Kentucky Moon (Demo)" – 3:57

### Ediciones Deluxe y Legacy
Se lanzaron 2 ediciones muy similares en dos años continuos, la edición Deluxe y la Legacy (la última exclusiva de Estados Unidos), ambas reediciones con 2 discos en cada una, acompañado de material extra. En la Deluxe el primer CD es el álbum original en su mezcla estereofónica y el disco 2 contiene material inédito en su mayoría de las sesiones del álbum y de la BBC, mientras que el primer disco de la edición Legacy es el álbum en estéreo con bonus tracks y el segundo disco incluía una presentación de los Kinks.
| Disco 2 de la edición deluxe del 2013 |                                                                       |                           |          |  |
| N.º                                   | Título                                                                | Fecha de grabación        | Duración |  |
| 1.                                    | «Lavender Lane» (Outtake)                                             | 20 de septiembre de 1971  |          |  |
| 2.                                    | «Mountain Woman» (Outtake)                                            | 16 de octubre de 1971     |          |  |
| 3.                                    | «Have a Cuppa Tea» (Toma alternativa)                                 | 20 de septiembre de 1971  |          |  |
| 4.                                    | «Muswell Hillbilly» (Edit de la re-mezcla de 1976)                    | Agosto-septiembre de 1971 |          |  |
| 5.                                    | «Uncle Son» (Toma alternativa)                                        | 20 de septiembre de 1971  |          |  |
| 6.                                    | «Kentucky Moon» (Outtake)                                             | 16 de octubre de 1971     |          |  |
| 7.                                    | «Nobody's Fool» (Demo)                                                | 6 de octubre de 1971      |          |  |
| 8.                                    | «20th Century Man» (Toma instrumental alternativa)                    | 6 de octubre de 1971      |          |  |
| 9.                                    | «20th Century Man» (Edit de la re-mezcla de 1976)                     | Agosto-septiembre de 1971 |          |  |
| 10.                                   | «Queenie» (Pista de acompañamiento)                                   | Septiembre de 1971        |          |  |
| 11.                                   | «Acute Schizophrenia Paranoia Blues» (Sesión de la BBC con John Peel) | 16 de mayo de 1972        |          |  |
| 12.                                   | «Holiday» (Sesión de la BBC con John Peel)                            | 16 de mayo de 1972        |          |  |
| 13.                                   | «Skin and Bone» (Sesión de la BBC con John Peel)                      | 16 de mayo de 1972        |          |  |

| Bonus tracks del disco 1 de la edición legacy del 2014 |                                                    |          |  |
| N.º                                                    | Título                                             | Duración |  |
| 1.                                                     | «Lavender Lane» (Outtake)                          |          |  |
| 2.                                                     | «Mountain Woman» (Outtake)                         |          |  |
| 3.                                                     | «Have a Cuppa Tea» (Toma alternativa)              |          |  |
| 4.                                                     | «Uncle Son» (Toma alternativa)                     |          |  |
| 5.                                                     | «Kentucky Moon» (Outtake)                          |          |  |
| 6.                                                     | «Nobody's Fool» (Demo)                             |          |  |
| 7.                                                     | «20th Century Man» (Toma instrumental alternativa) |          |  |
| 8.                                                     | «Queenie» (Pista de acompañamiento)                |          |  |
| 9.                                                     | «Anuncio de radio para Muswell Hillbillies»        |          |  |

|    | Disco 2 de la edición Legacy del 2014 (DVD)            |
|    | The Old Grey Whistle Test - BBC TV, 4 de enero de 1972 |
| 1  | Have a Cuppa Tea                                       |
| 2  | Acute Schizophrenia Paranoia Blues                     |
|    | The Kinks At The Rainbow - BBC TV, 21 de julio de 1972 |
| 3  | Till the End of the Day                                |
| 4  | Waterloo Sunset                                        |
| 5  | The Money Go Round                                     |
| 6  | Sunny Afternoon                                        |
| 7  | The Virgin Soldier March                               |
| 8  | She Bought A Hat Like Princess Marina                  |
| 9  | Alcohol                                                |
| 10 | Acute Schizophrenia Paranoia Blues                     |
| 11 | You Really Got Me                                      |

## Personal
- Ray Davies - guitarra acústica, voz principal
- Dave Davies - guitarra líder, guitarra slide, coros
- John Dalton - bajo
- John Gosling - teclados , acordeón
- Mick Avory - batería, percusión
- Mike Cotton - trompeta
- John Beecham - trombón, tuba
- Mike Bodak; Richard Edwards - Ingenieros[2]